# Ceratitis flava
Ceratitis flava är en tvåvingeart som beskrevs av Meyer och Amnon Freidberg 2006. Ceratitis flava ingår i släktet Ceratitis och familjen borrflugor. Inga underarter finns listade i Catalogue of Life.